# تپه چغاخاتون شمالی
تپه چغاخاتون شمالی مربوط به کالکوتیک است و در شهرستان ملایر، بخش سامن، دهستان آورزمان، روستای آورزمان واقع شده و این اثر در تاریخ ۲۵ آبان ۱۳۸۷ با شمارهٔ ثبت ۲۳۶۶۰ به‌عنوان یکی از آثار ملی ایران به ثبت رسیده است.